# Kenora Airport
Kenora Airport är en flygplats i Kanada.   Den ligger i Kenora District och provinsen Ontario, i den sydöstra delen av landet, 1 500 km väster om huvudstaden Ottawa. Kenora Airport ligger 405 meter över havet.
Terrängen runt Kenora Airport är huvudsakligen platt. Kenora Airport ligger uppe på en höjd. Runt Kenora Airport är det mycket glesbefolkat, med 2 invånare per kvadratkilometer.. 
I omgivningarna runt Kenora Airport växer i huvudsak blandskog.